# Michel Doury
Pour les articles homonymes, voir Doury.
Michel Doury, né le 19 septembre 1931 dans le 14ème arrondissement de Paris et mort le 15 juin 2007 (ou le 18 juin 2007) à Fontainebleau, est un écrivain et traducteur français (notamment de Thomas Pynchon, Raymond Chandler, Richard Brautigan et Leonard Cohen).

## Biographie
Ancien officier de marine durant la guerre d'Algérie, Michel Doury est devenu professeur d'anglais. Il a longtemps enseigné à Sedan, d'abord au lycée Turenne, puis au lycée Pierre-Bayle jusqu'à sa retraite. Il résidait à Fontainebleau, en Seine-et-Marne.
Prix Roger-Nimier avec L'Indo en 1969, ce qui avait desservi, à ses yeux, son roman (« la période n'était pas très favorablement à Nimier », confiait-il avec le sens de la litote qui imprègne tous ses romans), il a publié de nombreux romans chez Christian Bourgois.

## Œuvre
- La Paix des braves, Julliard, 1965
- Un matin froid, Christian Bourgois, 1967
- Le Jardin anglais, Julliard, 1968
- L'Indo, Julliard, 1969
- La Chasse en octobre, Julliard, 1971
- Le Petit Requiem, suivi de Pour Déroulède, 1972
- Le Grand Soir, La Table Ronde, 1977
- Monsieur Léopold, Éditions Balland, 1986
- Vive l'empereur, Éditions Balland, 1987

- Prix Mottart de l’Académie française, 1988